# HC Hoogeveen
HC Hoogeveen is een hockeyclub die is gevestigd in het Drentse Hoogeveen. De hockeyclub speelt in het oranje en zwart en heeft 2 zandgestrooide velden. Het clubhuis en de velden staan in het Bentinckspark. De HHC heeft een damesteam. De dames spelen in de 4e klasse F.
De club kreeg in 2008 de KNHB-bestuurderstrofee.